# Speculum al foder
Speculum al foder est un livre médiéval en catalan, daté de la fin du XIVe siècle, d'auteur anonyme et traduit en français contemporain sous le titre « le miroir du foutre ». Il s'agit d'un manuel des bonnes manières sexuelles,. Il s'inscrit dans les ouvrages didactiques et les traités sur la séduction, le plaisir, les pratiques sexuelles et l'hygiène. 
C'est le plus ancien manuel érotique européen connu à ce jour et le seul traité européen d'avant la Renaissance qui explique clairement l'art des positions en amour. 
Deux copies sont connues, dont l'une partielle, datée du XVe siècle est conservée à la Bibliothèque Nationale de Madrid.

## Histoire
La majeure partie du Speculum al foder est une traduction du traité en latin Liber minor de coitu, basé sur le Liber de coitu, qui fut rédigé en latin au XIIe siècle par Constantin l'Africain. Ce livre se base sur d'autres livres arabes, qui ont tous une filiation lointaine avec le Kama Sutra indien.

## Contenu
Le livre Speculum al foder se base sur la conception de Galien qui établit que six choses naturelles permettent de conserver la santé : manger et boire, veiller et dormir, l'exercice et le repos, les ingérer et les évacuer (entre elles, l'éjaculation), l'air qui nous entoure, et les passions de l'âme. Il suppose que tomber amoureux provoque des maladies, mais l'acte sexuel est sain.       
Le contenu original de l'ouvrage inclut un manuel de psychologie féminine pour la séduction et un catalogue de positions sexuelles. Il mentionne aussi un outil, le godomasino, qui annonce les godemichets. Il donne également des recettes et des potions pour synthétiser des remèdes et aphrodisiaques, par exemple le médicament pour nettoyer la verge, qui correspond à la recette de lait meringué, dessert espagnol typique à base de lait et de blancs d'œufs